# Maschio Gaspardo
Maschio Gaspardo Group este o companie multinațională cu sediul central în Italia, fondată în 1964. În prezent, datorită achizițiilor sale și creșterii rețelei de vânzări, produce și comercializează echipamente agricole pentru cultivare, însămânțare, fertilizare, protecția culturilor, întreținerea spațiilor verzi și prelucrarea fânului.
Deține unități de producție în Italia, România, India, China și are 12 filiale comerciale în Germania, Franța, Spania, Polonia, Ucraina, India, România, Iran, Turcia, Statele Unite ale Americii și Canada.
Este o afacere de familie lansată în 1964 de doi frați: Egidio și Giorgio Maschio.
Grupul Maschio Gaspardo are peste 2000 de angajați și produce echipamente agricole pentru arat, semănat, arhitectură peisageră, producție de furaje și recoltare și prelucrare a fânului. Gama de produse include cultivatoare, grape rotative puternice, semănători de precizie,  semănători de cereale, echipamente combinate cultivator-semănătoare, mașini de tuns iarba, mașini de erbicidat, mașini de prelucrare a fânului și echipament pentru lucrări minime.

## Istoric
Compania a fost fondată în 1964 de frații Antonio, Egidio si Giorgio Maschio, în Padova, Italia. În anul 1975 încep exporturile de produse Maschio iar în anul 1979 este deschisă o nouă fabrică de producție în Cadoneghe (Padova).
În anul 1994 Maschio se extinde prin cumpărarea companiei Gaspardo Seminatrici. Maschio Gaspardo intră pe piața din România în anul 2003, când începe producția de echipamente agricole la fabrica de la Chisineu Criș (Arad).
Dezvoltarea rețelei de vânzări a continuat în Germania, în 1996, și în Spania, în 2000. În 2003, a început internaționalizarea producției prin deschiderea fabricii din România, în regiunea Arad, alături de cea din Ucraina (așa-numitul "grânar al Europei"). În același an, au fost deschise două filiale de vânzări: una în Rusia și una în Turcia. Un an mai târziu, în 2004, a fost deschis și biroul de vânzări din Statele Unite.
În 2005, a fost înființată o filială de vânzări în Polonia și o nouă unitate de producție în China. În 2011, a fost deschisă o nouă unitate de producție în Pune, India. În aceeași perioadă, Friulia, compania financiară a regiunii italiene cu același nume, s-a alăturat companiei cu o cotă de 14%. Un an mai târziu, grupul anunță achiziționare firmei Feraboli, o companie istorică din Cremona, cunoscută în întreaga lume pentru utilajele de prelucrat fânul. 
Extinderea gamei de produse a fost consolidată în 2012, când Maschio Gaspardo a achiziționat compania Unigreen din Emilia, specializată în producția de pulverizatoare și atomizoare. În 2013, a investit în Moro Pietro Meccanica (o companie care activează în sectorul producției de pluguri) și, ulterior, a transformat-o în Maschio Aratri (în 2017). În 2014, a achiziționat, de asemenea, Officine Meccaniche Feraboli, o companie istorică specializată în producția de echipamente pentru fân (prese de balotat, greble si cositori).
Tot în anul 2014 are loc modernizarea și extinderea fabricii din China, Qingdao (Shandong). 
În anul 2015 Mirco Maschio îi succede tatălui său Egidio în funcția de Președinte. Massimo Bordi este numit în funcția de Administrator împreună cu un nou comitet de management.
În onoarea lui Egidio Maschio, în 2016 a fost înființată o bursă de studii, care oferă un premiu anual pentru copiii angajaților Grupului care se remarcă prin angajamentul lor în cadrul școlii.
În iulie 2018, Luigi De Puppi a fost numit noul CEO. La sfârșitul anului, Maschio Holding S.p.A., controlată de Andrea și Mirco Maschio, a achiziționat acțiunile companiei deținute de Giorgio Maschio, co-fondatorul, ajungând la majoritatea Maschio Gaspardo S.p.A. Maschio Holding, acționarul majoritar, deținea 50,1% din capitalul social, Friulia Finanziaria FVG deținea 26,2%, în timp ce restul de 23,7% era controlat de Veneto Sviluppo S.p.A.
La 31 decembrie 2020, a fost finalizată fuziunea Maschio Fienagione S.p.A. cu Maschio Gaspardo S.p.A.. Maschio Fienagione făcea deja parte din Grupul Maschio Gaspardo din 2014, în urma achiziționării companiei istorice Feraboli S.p.A., cu sediul în Cremona.
La sfârșitul lunii mai 2021, a fost semnat un important acord de refinanțare în valoare de 120 de milioane de euro cu un grup de instituții de prim rang, asistat de SACE prin intermediul Garanzia Italia. Această tranzacție reprezintă pentru Grup realizarea, cu mult timp înainte, a obiectivelor stabilite în planul industrial 2019-22. 
În decembrie 2021, Maschio Aratri S.r.l. a fost încorporată în Maschio Gaspardo S.p.A.
În aprilie 2022, Maschio Gaspardo S.p.A. a răscumpărat un număr total de 132.744 de acțiuni de trezorerie deținute de societățile financiare regionale Friulia S.p.A. și Veneto Sviluppo S.p.A. În același timp, societatea de control Maschio Holding S.p.A. a achiziționat alte 68.326 de acțiuni ale Maschio Gaspardo S.p.A. p.A. de la Veneto Sviluppo S.p.A., aducând astfel capitalul Maschio Gaspardo înapoi în mâinile fraților Andrea și Mirco Maschio, președintele Maschio Holding și, respectiv, președintele Maschio Gaspardo. Restul de 6,71% din acțiuni rămâne în proprietatea societății financiare Friulia.
În noiembrie 2022, Maschio Gaspardo S.p.A. a investit în capitalul social al Free Green Nature S.r.l., un start-up inovator al cărui obiect de activitate este dezvoltarea, proiectarea și producția de utilaje de înaltă tehnologie, în special echipamente mecatronice, sisteme robotizate pentru agricultură și mașini pentru controlul virușilor și bacteriilor.

## Structură
Compania are în prezent 8 unități de producție (5 în Italia și 3 în străinătate), 13 filiale de vânzări în întreaga lume și are aproximativ 2.000 de angajați.
Campodarsego (Italia)
Fabrica din Campodarsego (Padova) este sediul administrativ al Grupului și centrul de producție specializat în fabricarea mașinilor de prelucrare a solului. În fapt, se produc freze, grape rotative, tocători, semănători combinate, împrăștiatoare de îngrășăminte și cultivatoare de culturi brute.
Morsano al Tagliamento (Italia)
Fabrica din Morsano al Tagliamento (Pordenone) produce semănători de precizie, semănători de cereale, semănători combinate, pulverizatoare.
Cadoneghe (Italia)
Centrul de producție din Cadoneghe (Padova) este specializat în procese de prelucrare mecanică (tăiere cu laser, sudură robotizată, îndoire, strunjire, producție de lame și cuțite).
Cremona (Italia)
Fabrica din Cremona produce prese rotunde și cositori de baloți rotunzi de la achiziționarea Feraboli (specialistul istoric în echipamente de fân) în 2014.
Concordia Sagittaria (Italia)
În anii precedenți, producția de pluguri a fost principala activitate a fabricii. În urma relocării producției în România, s-au făcut investiții în fabrică pentru a o transforma într-o fabrică de vopsire a echipamentelor cu drepturi depline.
Chișineu-Criș (România)
Unitatea de producție din Chișineu-Criș (Arad), România, a fost inaugurată în 2003 și este specializată în producția și distribuția de utilaje de prelucrare minimă a solului. Aici se produc scarificatoare, cultivatoare cu ancore, grape cu discuri, preparatoare de pat germinativ, prese pentru baloți rotunzi și pluguri.
Qingdao (China)
În uzina chineză din Qingdao, deschisă în 2005, se produc cultivatoare rotative și mulci pentru tractoare de până la 60 CP, în principal pentru piețele din Orientul Îndepărtat. De obicei, sunt necesare echipamente agricole de mici dimensiuni, ideale pentru a lucra parcele mici de teren cu tractoare de putere redusă.
Pune (India)
În 2011, a fost inaugurată fabrica de producție din Pune (India) pentru vânzarea și distribuția de echipamente agricole în cadrul pieței locale. Producția, care se referă în principal la motocultoare, garantează o capacitate de aproximativ 30.000 de unități pe an.

## Produse

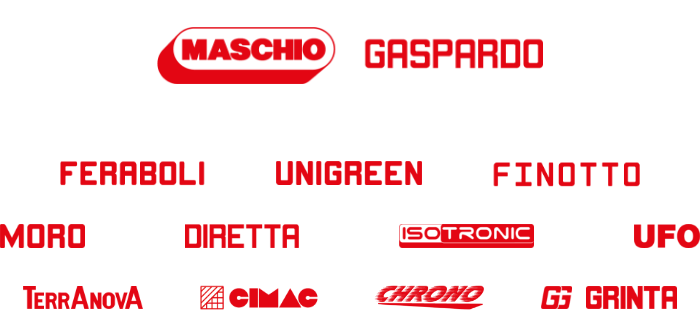
Maschio Gaspardo Brand

Maschio Gaspardo S.p.A. proiectează și produce utilaje agricole pentru piața italiană și străină. Printre cele mai importante produse se numără freze de pământ, grape rotative, tocători, echipamente de prelucrare minimă a solului, semănători de precizie și de cereale, distribuitoare de îngrășăminte, cositoare, prese pentru baloți rotunzi, pulverizatoarele și atomizoare..
Maschio Gaspardo se află pe piață și cu următoarele mărci:
Feraboli, Unigreen, Moro, Finotto, Terranova, Cimac, Grinta, Isotronic.

## Premii
Politica ecologică a companiei a câștigat mai multe premii. Printre acestea se numără:
2010: Participare reprezentând Italia la Expoziția Mondială de la Shanghai, secțiunea inovație tehnologică.
2011: Premiul pentru dezvoltare durabilă acordat de Fundația pentru Dezvoltare Durabilă.
2012: Premiul New Energy Renewed Enterprise acordat de Camera de Comerț din Padova.
2013 e 2015: Certificare internațională Carbon Trust Standard.
2013 e 2014: Mențiune specială acordată de Fundația Symbola și Coldiretti din Savigliano (CN).
2014: Premiul Radical Green Award organizat în cadrul ediției din 2014 a festivalului "Settimana verde delle Venezie".
2014: Participarea la apelul european de cercetare și dezvoltare LIFE+ pentru proiectul AGRICARE.
2015: Certificarea ISO 9001 pentru fabricile din Italia și România.
2021 e 2022: Premiul pentru noutate tehnică 2021 la EIMA 2021 și ca "Mașina agricolă a anului 2023" la categoriile "Lucrare a solului" și "Premiul publicului" la SIMA 2022

## Maschio Gaspardo în România
Compania este prezentă și în România, din anul 2002,
iar în martie 2003 a inaugurat o unitate de producție la Chișineu-Criș, în urma unei investiții de 2 milioane euro.
Maschio Gaspardo România comercializează peste 100 de modele diverse de utilaje agricole, dar s-a specializat în producția a trei modele: scarificatoare, combinatoare, tocători. Maschio Gaspardo România produce anual peste 2.200 de utilaje agricole la fabrica de la Chișineu Criș, din care aproximativ 50% sunt comercializate pe piețe externe.
Număr de angajați (2021):
385

Numărul de mașini produse (2021):
3.500